# Bioszféra 2
A Bioszféra 2 egy földi rendszerek kutatásával foglalkozó létesítmény Arizona államban. Területe 1.27 hektár. Eredeti célja egy zárt ökológiai rendszer, más néven vivárium kialakítása volt. Ez a legnagyobb valaha épített zárt rendszer. Neve arra utal, hogy ez lenne a második, teljesen önellátó rendszer a földi bioszféra után.
A Bioszféra 2 az élő rendszerek közötti kölcsönhatások hálózatát hivatott vizsgálni. Ennek céljából kialakítottak öt különböző biomot, egy mezőgazdasági területet és egy emberi élőhelyet, ezek segítségével  tanulmányozva az emberek, a mezőgazdaság és a technológia kölcsönhatását a természettel. A projekt másik célja az idegen bolygók kolonizálásához szükségez zárt bioszférák kutatása volt. Az öt biom a következő: esőerdő (1900 négyzetméter), óceán (850 négyzetméter, benne korallzátony), mangrove terület (450 négyzetméter), szavanna (1300 négyzetméter) és sivatag (1400 négyzetméter). Ezek mellett található egy mezőgazdasági terület (2500 négyzetméter), egy emberi élőhely és egy földalatti infrastruktúra. A létesítményt behálózó csőrendszerekben hűtő- és fűtővíz kering. A létesítmény burkolatának legnagyobb része üvegpanelekből áll, ezeken keresztül jut be a napfény. Elektromos áramot egy földgázzal működő helyi erőmű szolgáltat.

A Bioszféra 2-t csupán kétszer használták eredeti céljára: első alkalommal 1991 és 1993 között, másodjára 1994 márciusa és szeptembere között. Mindkét kísérlet során nehézségek léptek fel, többek között kevés volt a táplálék és alacsony az oxigénszint, kihalt számos állat- és növényfaj, a tudósok között pedig nézeteltérés alakult ki.

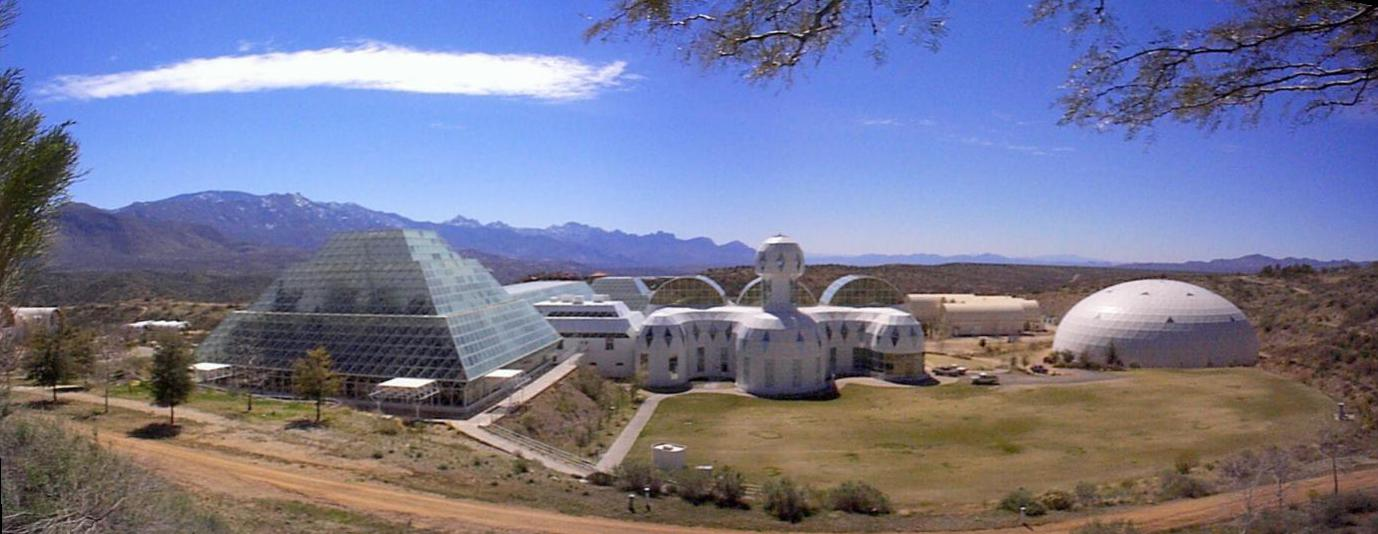

## Az első kísérlet

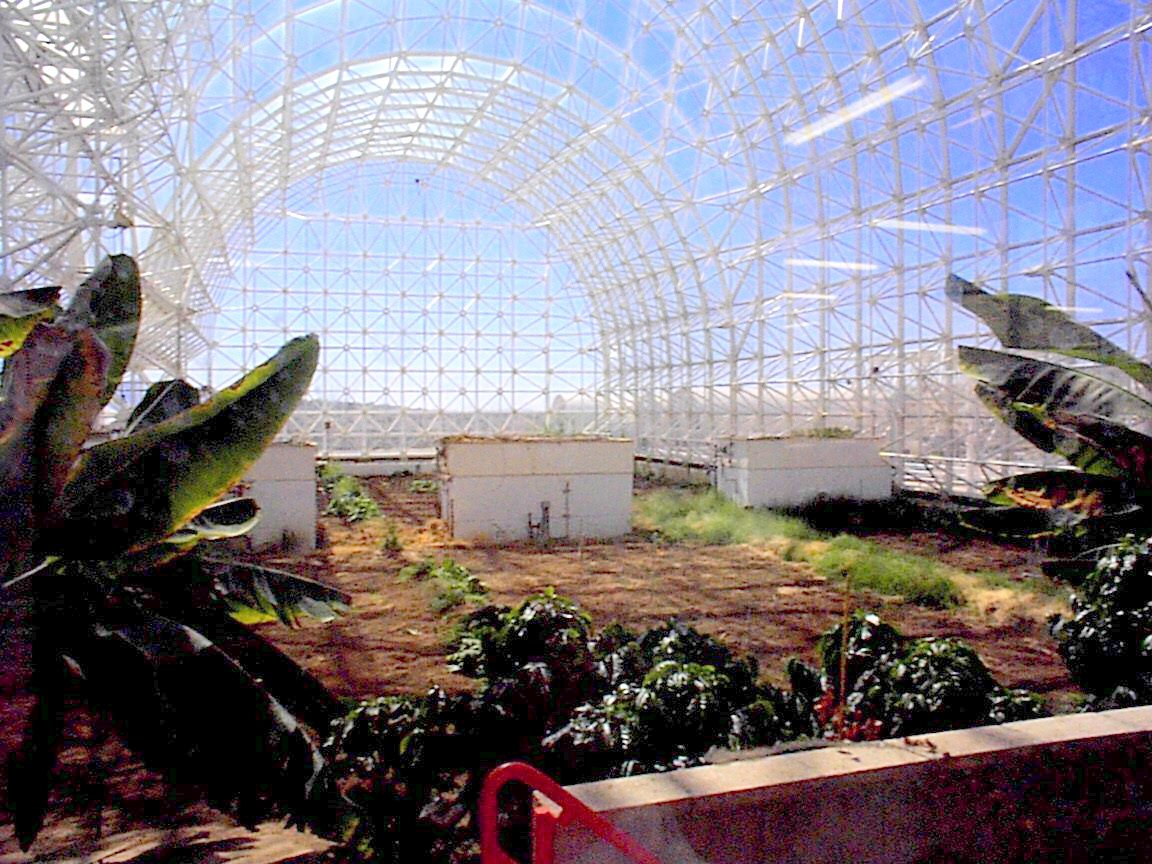

Az első zárt kísérlet 1991. szeptember 26-tól 1993. szeptember 26-ig tartott. Az emberi személyzet nyolc tagot számlált. A táplálék 83%-át a mezőgazdasági rendszer állította elő, többek között banánt, papaját, édesburgonyát, répát, földimogyorót, babot, rizst és búzát. Vegyszereket nem használtak. A személyzet egészsége a kísérlet ideje alatt kitűnő volt: a koleszterin szintjük csökkent, a vérnyomásuk alacsonyabb lett, az immunrendszerük pedig erősödött. Testtömegük átlagosan 16%-kal csökkent. Későbbi vizsgálatok kimutatták, hogy az alacsony kalóriájú és magas tápértékű ételek fogyasztása következtében az alanyok anyagcseréje hatékonyabbá vált a tápanyagok feldolgozásában.
A betelepített háziállatok között volt négy törpekecske és egy másik fajta Nigériából, 35 tyúk és 3 kakas (bankivatyúk és japán selyemtyúk), három vaddisznó és halak.

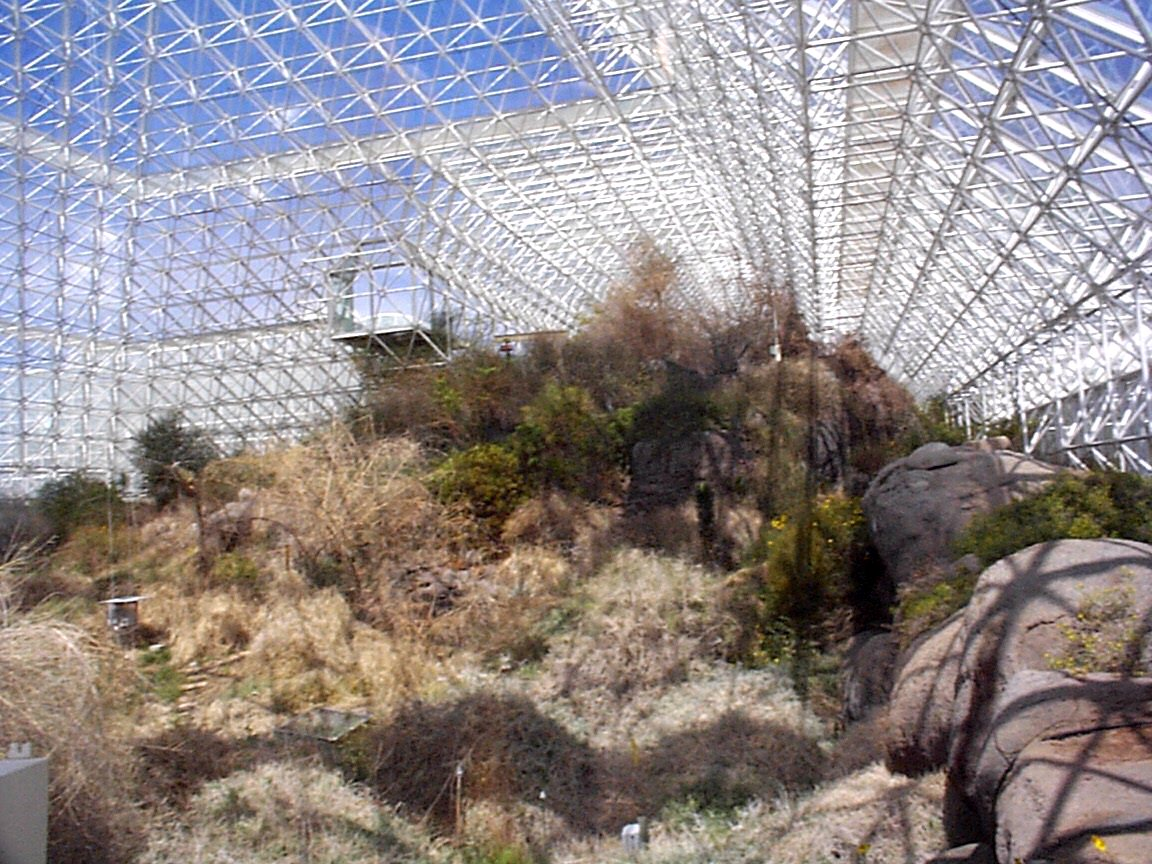

A kísérlet két éve alatt a biomokban változások történtek. A sivatag chaparral jellegű lett a kondenzvíz miatt. A szavanna szezonális változásokat mutatott, aminek oka az volt, hogy a résztvevők időszakosan levágták a füvet. Az esőerdőben a pionír fajok gyorsan nőttek, azonban a fák fényhiánytól szenvedtek. Az óceán-részleg koralljai szaporodtak. A csapat aktív szerepet játszott az óceán egészségének megőrzésében, többek között manuálisan eltávolították a korallokat borító algaréteget, a kalcium-karbonát és pH értékeket optimumhoz közel tartották. A mangrove terület gyorsan fejlődött.
A szén-dioxid szint erősen ingadozott. A legtöbb gerinces faj és valamennyi beporzó rovar kipusztult. Bizonyos rovarkártevők, így a csótányok nagy számban elszaporodtak. Egy környéken őshonos hangyafaj véletlenül bekerült a rendszerbe és dominánssá vált.
Egyéb gondot jelentett a halak tömeges pusztulása és a szűrőberendezések eldugulása. Az oxigénszint is lecsökkent. A kezdeti 20,9%-ról 16 hónap elteltével az oxigén aránya 14,5%-ra esett. Ez 4000 méteres tengerszint feletti magasság oxigénkoncentrációjának felel meg. Egyes bentlakóknál ez tüneteket váltott ki, ezért 1993 január és augusztus hónapjaiban kívülről oxigént juttattak a rendszerbe.
A szén-dioxid napi változása 600 ppm körüli volt a növények nappali fotoszintézisének és éjszakai légzésének váltakozása következtében. A szén-dioxid koncentráció erős szezonális változásokat is mutatott, télen 4000 – 4500 ppm, nyáron 1000 ppm körüliek voltak az értékek.
A légzés rátája gyorsabb volt, mint a fotoszintézis, ami az oxigénkoncentráció fokozatos csökkenését eredményezte. Kimutatták, hogy a szén-dioxid reakcióba lépett az épület betonból készült részeivel, ami termékként kalcium-karbonátot eredményezett.

## A második kísérlet

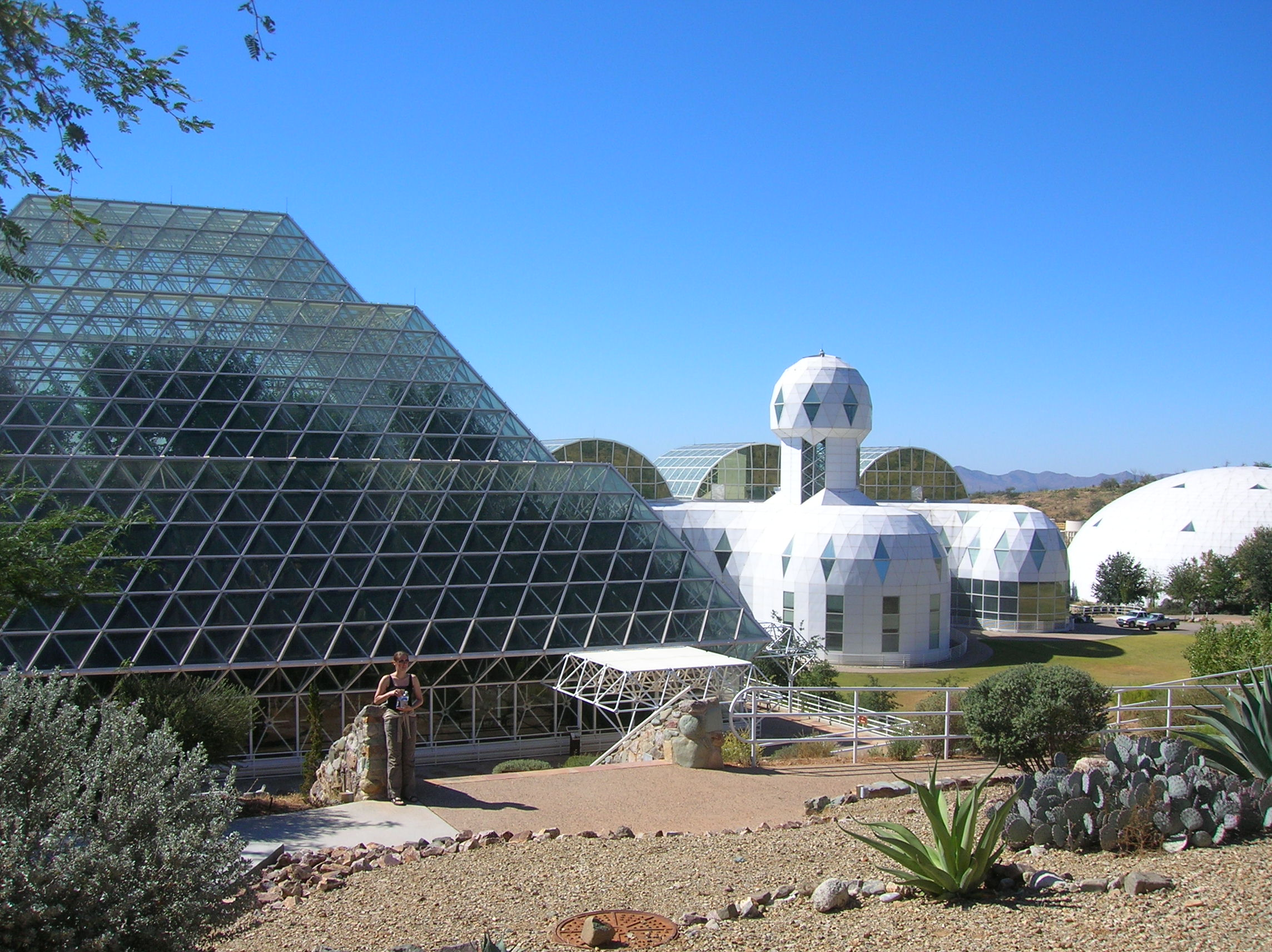

Az első kísérletet követően kiterjedt vizsgálatokat és rendszerjavításokat végeztek. A beton részeket szigetelték, hogy ne érintkezzenek a levegő szén-dioxidjával.
A második kísérletet 10 hónaposra tervezték és 1994. március 6-án vette kezdetét. A személyzet ezúttal 7 tagú volt.
Április 5-én az első csoport két tagja kívülről szabotálta a projektet: kinyitottak négy ajtót (mintegy 15 percig maradtak nyitva) és betörtek öt ablaktáblát. A Bioszféra 2 levegőjének körülbelül 10%-a cserélődött ki a kinti levegővel.
Június 1-jén a projektet menedzselő cég feloszlott. A második kísérletet idő előtt, szeptember 6-án fejezték be.

## Utóélete
1995-ben a Bioszféra 2 tulajdonosai a létesítmény kezelését a Columbia Egyetemre bízták, amelyik nyolc évig sikeresen ellátta feladatát. A Bioszféra 2 2003-ig kutatóintézetként és kampuszként működött, ezután a kezelés joga a tulajdonosokra szállt.
1996-ban a Columbia Egyetem beszüntette a zárt rendszeres kutatásokat és átállt a nyitott rendszerre. A szén-dioxid szinteket manipulálva a globális felmelegedést kutatták.
2007-ben eladták a projekt 650 hektáros kampuszát. Nem sokkal később az Arizona Egyetem bejelentette, hogy folytatja a kutatást a létesítményben. A kutatások ezúttal a földi vízkörforgásra összpontosultak és ennek ökológiai, légköri, talajgeokémiai és éghajlatváltozással kapcsolatos aspektusaira.

## Lásd még
- Gaia-elmélet
- Terraformálás

## Fordítás
- Ez a szócikk részben vagy egészben  a   Biosphere 2 című angol Wikipédia-szócikk ezen változatának fordításán alapul.  Az eredeti cikk szerkesztőit annak laptörténete sorolja fel. Ez a jelzés csupán a megfogalmazás eredetét és a szerzői jogokat jelzi, nem szolgál a cikkben szereplő információk forrásmegjelöléseként.